# Alegeri de stat din Austria Inferioară, 2023
Alegerile de stat din Austria Inferioară din 2023 au avut loc la 29 ianuarie 2023 pentru a alege membrii Landtag-ului din Austria Inferioară.  

## Context
Constituția din Austria Inferioară prevede că funcțiile de cabinet în guvernul de stat (consilieri de stat, germană Landesräte) să fie repartizate între partide proporțional în funcție de cota de voturi câștigată de fiecare; acesta este cunoscut sub numele de Proporz⁠(d) . Ca atare, guvernul este o coaliție perpetuă a tuturor partidelor care se califică pentru cel puțin un consilier de stat. După alegerile din 2018, ÖVP a avut șase consilieri, SPÖ doi și FPÖ unul. Un partid trebuie să câștige cel puțin 10 până la 12% din voturi pentru a primi unul dintre cei nouă consilieri de stat. 

## Sistem electoral
Cele 56 de locuri ale Landtag-ului din Austria Inferioară sunt alese prin reprezentare proporțională pe listă deschisă într-un proces în două etape. Locurile sunt repartizate între douăzeci de circumscripții cu mai mulți membri. Pentru ca partidele să primească orice reprezentare în Landtag, ele trebuie fie să câștige cel puțin un loc într-o circumscripție electorală în mod direct, fie să depășească un prag electoral de 4% la nivel de stat. Locurile sunt distribuite în circumscripții conform cotei Hare, toate locurile rămase fiind alocate folosind metoda D'Hondt la nivel de stat, pentru a asigura proporționalitatea generală între cota de vot a unui partid și cota de locuri a acestuia. 

## Partide
Tabelul de mai jos enumeră partidele reprezentate în Landtag-ul anterior.
| Nume | Nume  | Nume                                                                                  | Ideologie                                | Lider                | rezultat 2018 | rezultat 2018 | rezultat 2018 |
| Nume | Nume  | Nume                                                                                  | Ideologie                                | Lider                | Voturi (%)    | Scaune | Consilieri |
| ---- | ----- | ------------------------------------------------------------------------------------- | ---------------------------------------- | -------------------- | ------------- | --- | --- |
|      | ÖVP   | Partidul Popular Austriac Österreichische Volkspartei                                 | conservatorism                           | Johanna Mikl-Leitner | 49,6%         | <div style="position: absolute; background-color:Eroare în script: Nu există modulul „Political party”.;width:51px;height:1.5em;">29 / 56 | <div style="position: absolute; background-color:Eroare în script: Nu există modulul „Political party”.;width:66px;height:1.5em;">6 / 9 |
|      | SPÖ   | Partidul Social Democrat din Austria Sozialdemokratische Partei Österreichs           | Social-democrația                        | Franz Schnabl        | 23,9%         | <div style="position: absolute; background-color:Eroare în script: Nu există modulul „Political party”.;width:23px;height:1.5em;">13 / 56 | <div style="position: absolute; background-color:Eroare în script: Nu există modulul „Political party”.;width:22px;height:1.5em;">2 / 9 |
|      | FPÖ   | Partidul Libertății din Austria Freiheitliche Partei Österreichs                      | Populism de dreapta </br> Euroscepticism | Udo Landbauer        | 14,8%         | <div style="position: absolute; background-color:Eroare în script: Nu există modulul „Political party”.;width:14px;height:1.5em;">8 / 56  | <div style="position: absolute; background-color:Eroare în script: Nu există modulul „Political party”.;width:11px;height:1.5em;">1 / 9 |
|      | GRÜNE | Verzii – Alternativa Verde Die Grünen – Die Grüne Alternative                         | Politica verde                           | Helga Krismer        | 6,4%          | <div style="position: absolute; background-color:Eroare în script: Nu există modulul „Political party”.;width:5px;height:1.5em;">3 / 56   | |
|      | NEOS  | NEOS – Noua Austria și Forumul Liberal NEOS – Das Neue Österreich und Liberales Forum | Liberalism                               | Indra Collini        | 5,2%          | <div style="position: absolute; background-color:Eroare în script: Nu există modulul „Political party”.;width:5px;height:1.5em;">3 / 56   | |

Partidele care nu sunt reprezentate în prezent în parlamentul de stat din Austria Inferioară au avut până la 23 decembrie 2022 să depună semnăturile și documentele necesare pentru a obține acces la buletine de vot, fie în circumscripții individuale, fie la nivel de stat.
Pe lângă cele 5 partide reprezentate în parlamentul de stat, toate fiind pe buletinul de vot la nivel de stat, alte 3 partide au beneficiat de acces la vot:
- MFG Austria – Drepturi fundamentale pentru libertatea oamenilor : (numai în 5/20 de circumscripții: Baden, Krems, Mödling, St. Pölten și Tulln)
- KPÖ Plus – offene Liste: (doar în 4/20 de circumscripții: Amstetten, Bruck an der Leitha, St. Pölten și Wiener Neustadt)
- ZIEL - Dein Ziel: (doar în 1/20 de circumscripții: Amstetten)

## Campanie
După ce guvernul federal condus de ÖVP austriac a respins aderarea României și Bulgariei la Spațiul Schengen, a fost acuzat că a făcut acest lucru de teama să nu piardă locuri la alegerile de stat din Austria Inferioară, FPÖ urcând în sondajele de opinie. 

## Sondaj de opinie
| Polling firm                         | Fieldwork date    | Sample size | ÖVP                          | SPÖ            | FPÖ  | Grüne | NEOS | MFG | Others | Lead |   |   |   |   |    |
| ------------------------------------ | ----------------- | ----------- | ---------------------------- | -------------- | ---- | ----- | ---- | --- | ------ | ---- | - | - | - | - | -- |
| Polling firm                         | Fieldwork date    | Sample size | Market-Lazarsfeld/ÖSTERREICH | 21–22 Jan 2023 | 800  | 38    | 23   | 25  | Others | Lead | 6 | 7 | – | 1 | 13 |
| OGM/Kurier                           | 13–19 Jan 2023    | 1,048       | 37                           | 23             | 26   | 6     | 7    | –   | 1      | 11   |   |   |   |   |    |
| Market/DER STANDARD                  | 13–17 Jan 2023    | 800         | 39                           | 23             | 24   | 6     | 7    | –   | 1      | 15   |   |   |   |   |    |
| Market-Lazarsfeld/ÖSTERREICH         | 11–12 Jan 2023    | 1,000       | 38                           | 23             | 25   | 6     | 7    | –   | 1      | 13   |   |   |   |   |    |
| Unique Research/APA/ATV/Heute/Puls24 | 9–12 Jan 2023     | 1,200       | 40                           | 22             | 25   | 6     | 6    | –   | 1      | 15   |   |   |   |   |    |
| AKONSULT/Bezirksblätter              | 4–10 Jan 2023     | 450         | 42                           | 19             | 23   | 6     | 6    | –   | 4      | 19   |   |   |   |   |    |
| IFDD/NÖN                             | 19–30 Dec 2022    | 800         | 42                           | 24             | 19   | 7     | 7    | –   | 1      | 18   |   |   |   |   |    |
| IFDD/NÖN                             | 3 Nov–2 Dec 2022  | 1,209       | 41                           | 24             | 17   | 8     | 7    | 2   | 1      | 17   |   |   |   |   |    |
| Market/DER STANDARD                  | 14–18 Oct 2022    | 800         | 38                           | 25             | 20   | 6     | 8    | 2   | 1      | 13   |   |   |   |   |    |
| IFDD, Telemark/NÖN                   | 15–23 Sep 2022    | 1,400       | 39                           | 25             | 16   | 8     | 8    | 3   | 1      | 14   |   |   |   |   |    |
| Market-Lazarsfeld/ÖSTERREICH         | August 2022       | 745         | 32                           | 29             | 21   | 5     | 9    | 4   | –      | 3    |   |   |   |   |    |
| IFDD/NÖN                             | 24 Jun–1 Jul 2022 | 800         | 41                           | 26             | 17   | 6     | 6    | 3   | 1      | 15   |   |   |   |   |    |
| OGM/Kurier                           | 29 Apr–5 May 2022 | 800         | 42                           | 22             | 15   | 8     | 6    | 5   | 2      | 20   |   |   |   |   |    |
| IFDD/NÖN                             | 21–28 Jan 2022    | 800         | 44                           | 22             | 14   | 6     | 7    | 6   | 1      | 22   |   |   |   |   |    |
| IFDD/NÖN                             | 10–18 Jun 2021    | 806         | 49                           | 20             | 15   | 6     | 8    | –   | 2      | 29   |   |   |   |   |    |
| 2018 state election                  | 28 Jan 2018       | –           | 49.6                         | 23.9           | 14.8 | 6.4   | 5.2  | –   | 0.1    | 25.7 |   |   |   |   |    |

## Rezultate
|                                     |                                                                      |           |       |       |        |     |       |     |
| Parte                               | Parte                                                                | Voturi    | %     | +/−   | Scaune | +/− | Coun. | +/− |
|                                     | Partidul Popular Austriac (ÖVP)                                      | 359.194   | 39,94 | –9,69 | 23     | –6  |       |     |
|                                     | Partidul Libertății din Austria (FPÖ)                                | 217.511   | 24.19 | +9,43 | 14     | +6  |       |     |
|                                     | Partidul Social Democrat din Austria (SPÖ)                           | 185.760   | 20.66 | –3,26 | 12     | –1  |       |     |
|                                     | The Greens – The Green Alternative (GRÜNE)                           | 68.207    | 7,58  | +1,15 | 4      | +1  |       |     |
|                                     | NEOS – Noua Austria (NEOS)                                           | 59.967    | 6,67  | +1,52 | 3      | ±0  |       |     |
|                                     |                                                                      |           |       |       |        |     |       |     |
|                                     | MFG Austria – Drepturile fundamentale ale libertății oamenilor (MFG) | 4.367     | 0,49  | Nou   | 0      | –   |       |     |
|                                     | Partidul Comunist din Austria (KPÖ Plus)                             | 3.435     | 0,38  | Nou   | 0      | –   |       |     |
|                                     | Obiectivul tău (ZIEL)                                                | 893       | 0,10  | Nou   | 0      | –   |       |     |
| Total voturi valide                 | Total voturi valide                                                  | 899.334   | 97,57 | –     | –      | –   | –     | –   |
| Voturi nevalide/albe                | Voturi nevalide/albe                                                 | 22.430    | 2.43  | –     | –      | –   | –     | –   |
| Total                               | Total                                                                | 921.764   | 100   | –     | 56     | 0   |       |     |
| Alegătorii înscriși/prezența la vot | Alegătorii înscriși/prezența la vot                                  | 1.288.838 | 71,52 | +4,96 | –      | –   | –     | –   |
| Sursa: Guvernul Austriei Inferioare |                                                                      |           |       |       |        |     |       |     |

### Rezultate pe circumscripție
| Constituency                      | ÖVP       | ÖVP   | SPÖ   | SPÖ   | FPÖ   | FPÖ   | Grüne | Grüne | NEOS  | NEOS | Others | Total seats | Turnout |      |   |       |
| Constituency                      | %         | S     | %     | S     | %     | S     | %     | S     | %     | S    | Others | Total seats | Turnout | %    |   |       |
| --------------------------------- | --------- | ----- | ----- | ----- | ----- | ----- | ----- | ----- | ----- | ---- | ------ | ----------- | ------- | ---- | - | ----- |
| Constituency                      | Amstetten | 36.69 | 1     | 20.44 |       | 27.73 | 1     | 6.81  |       | 5.91 |        | Total seats | Turnout | 2.42 | 2 | 75.75 |
| Baden                             | 32.83     | 1     | 27.97 | 1     | 23.00 | 1     | 7.91  |       | 7.06  |      | 1.22   | 3           | 66.60   |      |   |       |
| Bruck an der Leitha               | 36.81     | 1     | 26.36 |       | 23.15 |       | 6.69  |       | 5.56  |      | 1.42   | 1           | 63.40   |      |   |       |
| Gänserndorf                       | 39.51     | 1     | 24.89 |       | 24.95 |       | 5.42  |       | 5.22  |      |        | 1           | 66.90   |      |   |       |
| Gmünd                             | 40.46     |       | 23.32 |       | 27.16 |       | 4.59  |       | 4.47  |      |        |             | 76.45   |      |   |       |
| Hollabrunn                        | 48.32     | 1     | 17.39 |       | 22.14 |       | 7.04  |       | 5.10  |      |        | 1           | 75.70   |      |   |       |
| Horn                              | 53.55     |       | 14.03 |       | 22.13 |       | 5.43  |       | 4.87  |      |        |             | 78.39   |      |   |       |
| Korneuburg                        | 42.46     | 1     | 18.68 |       | 20.02 |       | 10.28 |       | 8.56  |      |        | 1           | 70.06   |      |   |       |
| Krems an der Donau                | 43.58     | 1     | 17.11 |       | 23.33 |       | 7.21  |       | 7.20  |      | 1.58   | 1           | 76.07   |      |   |       |
| Lilienfeld                        | 37.61     |       | 28.16 |       | 24.86 |       | 4.76  |       | 4.60  |      |        |             | 76.43   |      |   |       |
| Melk                              | 40.20     | 1     | 19.12 |       | 28.99 | 1     | 5.88  |       | 5.80  |      |        | 2           | 76.70   |      |   |       |
| Mistelbach                        | 48.07     | 1     | 17.12 |       | 22.34 |       | 6.72  |       | 5.76  |      |        | 1           | 74.98   |      |   |       |
| Mödling                           | 38.24     | 1     | 20.44 |       | 15.82 |       | 13.36 |       | 11.11 |      | 1.03   | 1           | 68.23   |      |   |       |
| Neunkirchen                       | 35.81     | 1     | 24.63 |       | 28.87 | 1     | 5.24  |       | 5.45  |      |        | 2           | 72.20   |      |   |       |
| Sankt Pölten                      | 36.40     |       | 20.98 |       | 23.09 |       | 9.52  |       | 7.43  |      | 2.58   |             | 70.73   |      |   |       |
| Scheibbs                          | 43.39     |       | 17.69 |       | 26.67 |       | 5.85  |       | 6.40  |      |        |             | 78.34   |      |   |       |
| Tulln                             | 42.65     | 1     | 16.90 |       | 19.65 |       | 10.60 |       | 8.77  |      | 1.44   | 1           | 71.32   |      |   |       |
| Waidhofen an der Thaya            | 46.46     |       | 13.04 |       | 30.58 |       | 5.00  |       | 4.91  |      |        |             | 76.56   |      |   |       |
| Wiener Neustadt                   | 36.68     | 1     | 21.12 |       | 28.96 | 1     | 6.09  |       | 5.90  |      | 1.24   | 2           | 66.59   |      |   |       |
| Zwettl                            | 48.97     | 1     | 10.85 |       | 29.67 |       | 5.33  |       | 5.18  |      |        | 1           | 79.32   |      |   |       |
|                                   |           |       |       |       |       |       |       |       |       |      |        |             |         |      |   |       |
| Remaining seats                   |           |       |       |       |       |       |       |       |       |      |        |             |         |      |   |       |
|                                   |           |       |       |       |       |       |       |       |       |      |        |             |         |      |   |       |
| Total                             |           |       |       |       |       |       |       |       |       |      |        |             |         |      |   |       |
| Source: Lower Austrian Government |           |       |       |       |       |       |       |       |       |      |        |             |         |      |   |       |